# C3-линеаризация
C3-линеаризация суперкласса (англ. C3 superclass linearization) — алгоритм, используемый преимущественно для получения устойчивой линеаризации иерархии множественного наследования в объектно-ориентированном программировании. Данная линеаризация используется для определения порядка, в котором должны наследоваться методы, что часто в англоязычной литературе обозначается как «MRO» (сокращение от «Method Resolution Order», то есть «порядок разрешения метода»). C3 в названии указывает на три главные особенности итоговой линеаризации: устойчивый и расширяющийся (по старшинству) граф, сохранение локального порядка старшинства, а также монотонность. Данная теория впервые была представлена в 1996 году в рамках конференции OOPSLA, в документе, озаглавленном «Монотонная линеаризация суперкласса для языка Dylan». Впоследствии данный алгоритм был выбран как алгоритм по умолчанию для разрешения методов в языке программирования Python 2.3 (и последующих версиях), Perl 6 и виртуальной машине Parrot. Он также доступен в виде альтернативы (не являясь MRO по умолчанию) в ядре Perl 5, начиная с версии 5.10.0. Расширенная реализация для более ранних версий Perl 5 носит название Class::C3 и существует в CPAN.

### Пример
Для
```
class O
class A extends O
class B extends O
class C extends O
class D extends O
class E extends O
class K1 extends A, B, C
class K2 extends D, B, E
class K3 extends D, A
class Z extends K1, K2, K3
```

Линеаризация Z считается как
```

Граф зависимостей данного примера.

L(O)  := [O]                                                // линеаризация O тривиально представляет собой единичный список [O], потому что O не имеет родителей 
L(A)  := [A] + merge(L(O), [O])                             // линеаризация A - это A плюс объединение линеаризаций его родителей с списком родителей...        
= [A] + merge([O], [O])        = [A, O]                                             // ...что просто добавляет A в линеаризацию его единственного родителя 
L(B)  := [B, O]                                             // линеаризации B, C, D и E вычисляются аналогично линеаризации A 
L(C)  := [C, O] 
L(D)  := [D, O] 
L(E)  := [E, O] 

L(K1) := [K1] + merge(L(C), L(B), L(A), [C, A, B])          // сначала найдем линеаризации родителей K1: L(C), L(B) и L(A), и объединим их с списком родителей [C, A, B]        
= [K1] + merge([C, O], [B, O], [A, O], [C, A, B])    // класс C - хороший кандидат для первого шага слияния, потому что он появляется только в начале первого и последнего списка        
= [K1, C] + merge([O], [B, O], [A, O], [A, B])       // класс O - не является хорошим кандидатом для следующего шага слияния, потому что он также появляется в хвостах списка 2 и 3, класс B тоже не подходит; но класс A - хороший кандидат        
= [K1, C, A] + merge([O], [B, O], [O], [B])          // класс B - хороший кандидат; класс O все еще появляется в хвосте списка 2        
= [K1, C, A, B] + merge([O], [O], [O])               // наконец, класс O - допустимый кандидат, что также завершает все оставшиеся списки        
= [K1, C, A, B, O] 

L(K3) := [K3] + merge(L(A), L(D), [A, D])        
= [K3] + merge([A, O], [D, O], [A, D])               // выбираем A        
= [K3, A] + merge([O], [D, O], [D])                  // отбрасываем O, выбираем D        
= [K3, A, D] + merge([O], [O])                       // выбираем O        
= [K3, A, D, O] 

L(K2) := [K2] + merge(L(B), L(D), L(E), [B, D, E])        
= [K2] + merge([B, O], [D, O], [E, O], [B, D, E])    // выбираем B        
= [K2, B] + merge([O], [D, O], [E, O], [D, E])       // отбрасываем O, выбираем D        
= [K2, B, D] + merge([O], [O], [E, O], [E])          // отбрасываем O, выбираем E        
= [K2, B, D, E] + merge([O], [O], [O])               // выбираем O        
= [K2, B, D, E, O] 

L(Z)  := [Z] + merge(L(K1), L(K3), L(K2), [K1, K3, K2])        
= [Z] + merge([K1, C, A, B, O], [K3, A, D, O], [K2, B, D, E, O], [K1, K3, K2])    // выбираем K1        
= [Z, K1] + merge([C, A, B, O], [K3, A, D, O], [K2, B, D, E, O], [K3, K2])        // выбираем C        
= [Z, K1, C] + merge([A, B, O], [K3, A, D, O], [K2, B, D, E, O], [K3, K2])        // отбрасываем A, выбираем K3        
= [Z, K1, C, K3] + merge([A, B, O], [A, D, O], [K2, B, D, E, O], [K2])            // выбираем A        
= [Z, K1, C, K3, A] + merge([B, O], [D, O], [K2, B, D, E, O], [K2])               // отбрасываем B, отбрасываем D, выбираем K2        
= [Z, K1, C, K3, A, K2] + merge([B, O], [D, O], [B, D, E, O])                     // выбираем B        
= [Z, K1, C, K3, A, K2, B] + merge([O], [D, O], [D, E, O])                        // отбрасываем O, выбираем D        
= [Z, K1, C, K3, A, K2, B, D] + merge([O], [O], [E, O])                           // отбрасываем O, выбираем E        
= [Z, K1, C, K3, A, K2, B, D, E] + merge([O], [O], [O])                           // выбираем O        
= [Z, K1, C, K3, A, K2, B, D, E, O]                                               // готово
```

Обозначения:
```
L(Class) - линеаризация класса Class
[A,B,C]  - список из трех элементов, где голова это A, а хвост [B,C]
merge    - слияние списков
```

Функция merge осуществляет слияние списков таким образом, чтобы каждый элемент встречался в результате ровно один раз, этим она похожа на слияние множеств, но тут важен порядок следования элементов в списке. Функция merge работает следующим образом - она перебирает списки-аргументы по порядку упоминания (слева направо), выбирая первый элемент, который может быть первым в нескольких списках, но нигде не упоминается вторым и далее, и перемещает его в список-результат, исключая из списков-аргументов, повторяя эту процедуру несколько раз, пока все элементы не переместятся из списков-аргументов в список-результат. Если на каком-то этапе возникает ситуация, что нельзя выбрать элемент-кандидат, удовлетворяющий указанному условию, т.е. если во всех списках-аргументах первые элементы встречаются в других списках-аргументах не первыми, итоговый список не создаётся.

### Пример Python3
Создадим отображение классов в виде их имен
```
class
 
Type
(
type
):

    
def
 
__repr__
(
cls
):

        
# Will make it so that repr(O) is "O" instead of "<__main__.O>",

        
# and the same for any subclasses of O.

        
return
 
cls
.
__name__

class
 
O
(
object
,
 
metaclass
=
Type
):
 
pass

```

Определим базовые классы
```
class
 
A
(
O
):
 
pass

class
 
B
(
O
):
 
pass

class
 
C
(
O
):
 
pass

class
 
D
(
O
):
 
pass

class
 
E
(
O
):
 
pass

```

Построим дерево наследования
```
class
 
K1
(
C
,
 
A
,
 
B
):
 
pass

class
 
K3
(
A
,
 
D
):
 
pass

class
 
K2
(
B
,
 
D
,
 
E
):
 
pass

class
 
Z
(
K1
,
 
K3
,
 
K2
):
 
pass

```

Проверяем mro
```
>>> Z.mro()
[Z, K1, C, K3, A, K2, B, D, E, O, <class 'object'>]
```

### Пример в Raku
```
class
 
A
 {}

class
 
B
 {}

class
 
C
 {}

class
 
D
 {}

class
 
E
 {}

class
 
K1
 
is
 
C
 
is
 
A
 
is
 
B
 {}

class
 
K3
 
is
 
A
 
is
 
D
 {}

class
 
K2
 
is
 
B
 
is
 
D
 
is
 
E
 {}

class
 
Z
 
is
 
K1
 
is
 
K3
 
is
 
K2
 {}

say
 
Z
.^
mro
; 
# OUTPUT: ((Z) (K1) (C) (K3) (A) (K2) (B) (D) (E) (Any) (Mu))

```